# 威尼斯左翼
威尼斯左翼（意大利语：Sinistra Veneta）是意大利威尼托大区的一个已不存在的共产主义政党，成立于2015年3月，分裂自重建共产党。该党的政治立场是左翼。该党的领袖是Pietrangelo Pettenò。2017年2月，该党并入意大利左翼。

## 外部連結
- Semi-official website